# Los Filabres-Tabernas
Los Filabres-Tabernas es una comarca española situada en la parte centro-oeste de la provincia de Almería. Este territorio limita con las comarcas almerienses del Valle del Almanzora al norte, el Levante Almeriense al este, la Metropolitana de Almería al sur y la Alpujarra Almeriense al suroeste; así como con las comarcas granadinas de Guadix al oeste y Baza al noroeste.
Está formada por dieciocho municipios, de los cuales el más poblado y extenso es Tabernas; por el contrario, el municipio con menor número de habitantes y el de menor superficie es Benitagla. Su capital tradicional e histórica es la villa de Tabernas.
Como el resto de las comarcas almerienses, sólo está reconocida a nivel geográfico pero no a nivel político. Cabe destacar que en su parte occidental se encuentra la zona o subcomarca del Río Nacimiento, al norte la subcomarca de Los Filabres, y el resto lo ocupa el denominado Campo de Tabernas.

## Municipios
La comarca está conformada por los siguientes municipios:
|                         | Municipio               | Superficie   | Población (2024) | Densidad       | Ayto. (2023) | Pedanías |
| ----------------------- | ----------------------- | ------------ | ---------------- | -------------- | ------------ | --- |
| Abla                    | Abla                    | 45,21 km²    | 1.272 hab.       | 28,14 hab./km² | PSOE         | Las Adelfas, El Camino Real, La Estación Ferrocarril, Las Juntas y Montagón                                                                                 |
| Abrucena                | Abrucena                | 83,61 km²    | 1.235 hab.       | 14,77 hab./km² | PSOE         | Camino Real, Escuchagranos, Los Monjos y Pago de Escuchagranos                                                                                              |
| Alcudia de Monteagud    | Alcudia de Monteagud    | 15,51 km²    | 128 hab.         | 8,25 hab./km²  | PP           | |
| Benitagla               | Benitagla               | 6,39 km²     | 60 hab.          | 9,39 hab./km²  | PP           | |
| Benizalón               | Benizalón               | 31,95 km²    | 252 hab.         | 7,89 hab./km²  | PP           | La Fuente de la Higuera y El Santuario de Monteagud |
| Castro de Filabres      | Castro de Filabres      | 29,21 km²    | 101 hab.         | 3,46 hab./km²  | PSOE         | |
| Fiñana                  | Fiñana                  | 133,85 km²   | 1.984 hab.       | 14,82 hab./km² | PSOE         | La Estación, La Heredad, La Noria y Venta Ratonera |
| Gérgal                  | Gérgal                  | 229,31 km²   | 1.191 hab.       | 5,19 hab./km²  | PSOE         | Las Alcubillas, El Almendral, Las Aneas, Arroyo de Verdelecho, Aulago, La Estación y Las Tablas                                                             |
| Lucainena de las Torres | Lucainena de las Torres | 123,12 km²   | 714 hab.         | 5,80 hab./km²  | PP           | Los Olivillos, Polopos, La Rambla Honda y El Saltador |
| Nacimiento              | Nacimiento              | 80,70 km²    | 501 hab.         | 6,21 hab./km²  | PSOE         | La Estación, Gilma, Los Navarros, Los Piletas, Los Rojas y Los Sanchos                                                                                      |
| Olula de Castro         | Olula de Castro         | 33,58 km²    | 181 hab.         | 5,90 hab./km²  | PSOE         | El Tallón Bajo |
| Senés                   | Senés                   | 50,21 km²    | 278 hab.         | 5,54 hab./km²  | PP           | Moratón y Nudos |
| Tabernas                | Tabernas                | 280,17 km²   | 4.097 hab.       | 14,62 hab./km² | PSOE         | Cartero, Espeliz, Joluque, El Marchalillo, Los Nudos, Oro Verde, Pago Aguilar, Puente de Guayar, Venta de los Yesos y Los Yesos                             |
| Tahal                   | Tahal                   | 94,53 km²    | 375 hab.         | 3,97 hab./km²  | PSOE         | Los Arroyos, Benitorafe, Cocón del Peral y Rambla del Marqués                                                                                               |
| Las Tres Villas         | Las Tres Villas         | 85,29 km²    | 574 hab.         | 6,73 hab./km²  | PSOE         | Doña María (capital del municipio), Escúllar, La Estación, Los Gregorios, El Haza de Riego, Los Laos-Los Lázaros, La Mosca, Ocaña, Santillana y Los Soleres |
| Turrillas               | Turrillas               | 39,14 km²    | 268 hab.         | 6,85 hab./km²  | PP           | Los Encalmados, Los Pichiriches, Los Retacos y La Vega |
| Uleila del Campo        | Uleila del Campo        | 38,64 km²    | 816 hab.         | 21,12 hab./km² | PP           | La Canal, La Casa Blanca, El Marchal, Los Morales, El Pilarico, El Pocico, El Rincón y Zofre                                                                |
| Velefique               | Velefique               | 66,39 km²    | 246 hab.         | 3,71 hab./km²  | PSOE         | |
|                         | TOTAL                   | 1.466,81 km² | 14.273 hab.      | 9,73 hab./km²  |              | |